# إد بينكني
إد بينكني (بالإنجليزية: Ed Pinckney)‏ مواليد 27 مارس 1963 في ذا برونكس، هو لاعب كرة سلة أمريكي سابق أصبح مدرباً مساعدا. بدأ مسيرته الاحترافية في سنة 1985. تم اختياره من قبل فريق فينيكس صنز خلال الدرافت. وهو مدرب مساعد لفريق مينيسوتا تمبر ولفز في الرابطة الوطنية لكرة السلة. يبلغ طوله 6 قدم 9 بوصة (2.1 م). حقق المركز الأول في دورة الألعاب الأمريكية 1983. اعتزل اللعب في 1997.

## المسيرة الاحترافية
لعب مع فينيكس صنز من سنة 1985 إلى 1987، ثم لعب مع سكرامنتو كينغز من سنة 1987 إلى 1989، ثم لعب مع بوسطن سيلتكس من سنة 1988 إلى 1994، ثم لعب مع ميلووكي باكز في موسم 1994–1995، ثم لعب مع تورونتو رابتورز في موسم 1995–1996، ثم لعب مع فيلادلفيا سفنتي سيكسرز في سنة 1996، ثم لعب مع ميامي هيت في موسم 1996–1997.

## الميداليات
| الميدالية | المسابقة                    |
| --------- | --------------------------- |
| ذهبية     | دورة الألعاب الأمريكية 1983 |

## روابط خارجية
- إد بينكني على موقع إن بي أي (الإنجليزية)
- إد بينكني على موقع سبورتس رفرنس (الإنجليزية)
- إد بينكني على موقع كلية كرة السلة في سبورتس رفرنس.كوم (الإنجليزية)
- إد بينكني على موقع ريلجم (الإنجليزية)
- إد بينكني على موقع بروبوليرز (الإنجليزية)
- إد بينكني على موقع سبورتس رفرنس (الإنجليزية)